# MTV Video Music Awards Japan
Los MTV Video Music Awards Japan (o simplemente MTV VMAJ) son unos premios entregados por el canal de televisión MTV Japón desde 2002, siendo la versión japonesa de los MTV Video Music Awards de Estados Unidos, estos premian a los mejores vídeos musicales de la música japonesa e internacional. Al igual que la premiación original, en este evento se premian a los artistas y directores por votación en línea por los mismos televidentes del canal.

## Lista de ceremonias
| Edición | Año  | Lugar                            | Ciudad anfitriona | Presentador(es)                           |
| ------- | ---- | -------------------------------- | ----------------- | ----------------------------------------- |
| 1.º     | 2002 | Foro Internacional de Tokio      | Tokio             | London Boots Ichi-gō Ni-gō                |
| 2.º     | 2003 | Saitama Super Arena              | Saitama           | Zeebra y Nana Katase                      |
| 3.º     | 2004 | Tokyo Bay NK Hall                | Tokio             | Tomomitsu Yamaguchi                       |
| 4.º     | 2005 | Tokyo Bay NK Hall                | Tokio             | Takashi Fujii y Megumi                    |
| 5.º     | 2006 | Yoyogi National Gymnasium        | Tokio             | Hayami Mokomichi y Hisamoto Masami        |
| 6.º     | 2007 | Saitama Super Arena              | Tokio             | Misaki Itō y Hidehiko Ishizuka            |
| 7.º     | 2008 | Saitama Super Arena              | Saitama           | Misaki Itō y Hidehiko Ishizuka            |
| 8.º     | 2009 | Saitama Super Arena              | Saitama           | Gekidan Hitori                            |
| 9.º     | 2010 | Yoyogi National Gymnasium        | Tokio             | N/A                                       |
| 10.º    | 2011 | Saitama Super Arena              | Saitama           | AKB48                                     |
| 11.º    | 2012 | Makuhari Messe                   | Chiba             | Perfume                                   |
| 12.º    | 2013 | Makuhari Messe                   | Chiba             | Atsuko Maeda y Nobuaki Kaneko             |
| 13.º    | 2014 | Maihama Amphitheater             | Chiba             | Sayumi Michishige, T.M.Revolution y Winds |
| 14.º    | 2015 | Algún lugar de Tokio             | Tokio             | Verbal                                    |
| 15.º    | 2016 | Shinkiba STUDIO COAST            | Tokio             | Rip Slyme                                 |
| 16.º    | 2017 | Shinkiba STUDIO COAST            | Tokio             | Ken Ayuga y JOANN                         |
| 17.º    | 2018 | Shinkiba STUDIO COAST            | Tokio             | Ken Ayuga y JOANN                         |
| 18.º    | 2019 | Shinkiba STUDIO COAST            | Tokio             | Hinatazaka46                              |
| 19.º    | 2020 | Algún lugar de Tokio             | Tokio             | Bish                                      |
| 20.º    | 2021 | Algún lugar de Tokio             | Tokio             | Akari Kitō y Ken Ayugai                   |
| 21.º    | 2022 | Plaza Deportiva Musashino Forest | Tokio             | Iwai Yuki, Mukai Satoshi y Yuka Sagai     |
| 22.º    | 2023 | K Arena                          | Yokohama          | Ryota Yamasato y Sachi Fujii              |

## Más ganadores
| MTV VMAJ | 1.ª         | 2.ª   | 3.er        | 4.º                            | 5.º          | 6.º                                              |
| -------- | ----------- | ----- | ----------- | ------------------------------ | ------------ | ------------------------------------------------ |
| Artista  | Namie Amuro | Exile | Gen Hoshino | Hikaru UtadaKumi KōdaRip Slyme | Daichi Miura | Ken Hirai Lady Gaga Orange Range One Ok Rock BTS |
| Total    | 14          | 11    | 8           | 7                              | 6            | 5                                                |

## Ganadores por edición

### 2000s
| MTV Video Music Awards Japan 2002 | MTV Video Music Awards Japan 2003 |
| --- | --- |
| - Video del Año: Mr.Children — "Kimi ga Suki" - Mejor Artista Masculino: Ken Hirai - Mejor Artista Femenina: Ayumi Hamasaki - Mejor Grupo: Backstreet Boys - Mejor Artista Nuevo: Rip Slyme - Mejor Artista Rock: Dragon Ash - Mejor Artista Pop: Chemistry - Mejor Artista R&B: Hikaru Utada - Mejor Artista Hip-Hop: Rip Slyme - Mejor Artista Dance: The Chemical Brothers - Mejor Website: L'Arc-en-Ciel (www.LArc-en-Ciel.com) - Mejor Video de una Película: Christina Aguilera - "Lady Marmalade" - Mejor Actuación en Vivo: Oasis Premios Especiales - Premio a la Inspiración Japón: Namie Amuro - Premio a la Inspiración Internacional: Jay-Z - Mejor Artista Asiático: Jay Chou - Premio Legenda: Jimmy Page | - Video del Año: Rip Slyme — "Rakuen Baby" - Álbum del Año: Chemistry — Second to None - Mejor Video Masculino: Craig David — "What's Your Flava?" - Mejor Video Femenino: Hikaru Utada — "Sakura Drops" - Mejor Video de Grupo: Rip Slyme — "Rakuen Baby" - Mejor Artista Nuevo en un Video: Avril Lavigne — "Complicated" - Mejor Video Rock: Red Hot Chili Peppers — "By the Way" - Mejor Video Pop: Blue — "One Love" - Mejor Video R&B: Crystal Kay — "Girl U Love" - Mejor Video Hip-Hop: Rip Slyme — "Funkastic" - Mejor Video Dance: Supercar — "Yumegiwa Last Boy-Pingpong Self Remix Ver." - Mejor Video de una Película: Eminem — "Lose Yourself" (8 Mile) - Mejor Colaboración: Suite Chic con Firstklas — "Good Life" - Mejor Actuación en Vivo: Kick The Can Crew - Premio Legenda: Run DMC |
| MTV Video Music Awards Japan 2004 | MTV Video Music Awards Japan 2005 |
| - Video del Año: Missy Elliott — "Pass That Dutch" - Álbum del Año: Outkast — Speakerboxxx/The Love Below - Mejor Video Masculino: Pharrell con Jay-Z — "Frontin'" - Mejor Video Femenino: Ayumi Hamasaki — "Because of You" - Mejor Video de Grupo: Kick The Can Crew — "Saga Continue" - Mejor Artista Nuevo en un Video: Orange Range — "Shanghai Honey" - Mejor Video Rock: Good Charlotte — "The Anthem" - Mejor Video Pop: Ayumi Hamasaki — "No way to say" - Mejor Video R&B: Namie Amuro — "Put 'Em Up" - Mejor Video Hip-Hop: Zeebra — "Touch the sky" - Mejor Video Dance: BoA — "Double" - Mejor Video Revelación: Mika Nakashima — "Love Addict" - Mejor Video de una Película: Pink con William Orbit — "Feel Good Time" (Los Ángeles de Charlie: Al límite) - Mejor Colaboración: Beyoncé con Jay-Z — "Crazy in Love" - Mejor Actuación en Vivo: Ayumi Hamasaki - buzz ASIA 1. Japón: Namie Amuro — "Put 'Em Up" 2. Corea: M — "Just One Night" 3. Taiwán: Wang Lee Hom — "Last Night" | - Video del Año: Orange Range — "Hana" - Álbum del Año: Orange Range — Musiq - Mejor Video Masculino: Ken Hirai — "Hitomi wo tojite" - Mejor Video Femenino: Mika Nakashima — "Sakurairo Maukoro" - Mejor Video de Grupo: Linkin Park — "Breaking The Habit" - Mejor Artista Nuevo en un Video: Sambomaster — "Utsukushi ki Ningen no Hibi" - Mejor Video Rock: Hoobastank — "The Reason" - Mejor Video Pop: Ketsumeishi — "Bump" - Mejor Video R&B: Namie Amuro — "Girl Talk" - Mejor Video Hip-Hop: Beastie Boys — "Ch-Check It Out" - Mejor Video de una Película: Ken Hirai — "Hitomi wo Tojite" (Sekai no Chushin de ai wo Sakebu) - Mejor Colaboración: Jay-Z/Linkin Park — "Numb/Encore" - buzz ASIA 1. Japón: Orange Range — "Rocoroshon" 2. Corea: Rain — "It's Raining" 3. Taiwán: Stefanie Sun — "Running" Premios Especiales - Premio al Estilo: Ashanti - Video más Entretenido: Gorie con Jasmine y Joanne — "Micky" - Premio Icono Internacional: Mariah Carey - Actuación más Impreionante de un Artista Asiático: Namie Amuro - Mejor Director: Yasuo Inoue - Mejores Efectos Especiales en un Video: Gagle — "Rap Wonder DX" |
| MTV Video Music Awards Japan 2006 | MTV Video Music Awards Japan 2007 |
| - Video del Año: Kumi Kōda — "Butterfly" - Álbum del Año: Orange Range — Natural - Mejor Video Masculino: Ken Hirai — "Pop Star" - Mejor Video Femenino: Kumi Kōda — "Butterfly" - Mejor Video de Grupo: Def Tech — "Konomama" - Mejor Artista Nuevo en un Video: Rihanna — "Pon De Replay" - Mejor Video Rock: Green Day — "Boulevard Of Broken Dreams" - Mejor Video Pop: Remioromen — "Konayuki" - Mejor Video R&B: AI — "Story" - Mejor Video Hip-Hop: 50 Cent con Mobb Deep — "Outta Control" - Mejor Video Reggae: Shonan No Kaze — "Karasu" - Mejor Video Dance: Gorillaz — "Feel Good Inc." - Mejor Video de una Película: Mika Nakashima — "Glamorous Sky" - Mejor Colaboración: Hotei x Rip Slyme — "Battle Funkatic" - buzz ASIA 1. Japón: Kumi Kōda — "Trust You" 2. Corea: SE7EN — "Start Line" 3. Taiwán: Jay Chou — "Hair Like Snow" Premios Especiales - Premio Legenda: Michael Jackson - Premio a la Inspiración: Destiny's Child - Cantautor más Influyente del Año: John Legend - Mejor Director: Yasuyuki Yamaguchi - Mejores Efectos Especiales en un Video: Soul'd Out — "Iruka"                                   | - Video del Año: Kumi Kōda — "Yume No Uta" - Álbum del Año: Daniel Powter — Daniel Powter - Mejor Video Masculino: DJ Ozma — "Age Age Every Knight" - Mejor Video Femenino: Kumi Kōda — "Yume No Uta" - Mejor Video de Grupo: Exile — "Lovers Again" - Mejor Artista Nuevo en un Video: Ne-Yo — "So Sick" - Mejor Video Rock: My Chemical Romance — "Welcome to the Black Parade" - Mejor Video Pop: Ai Otsuka — "Ren'ai Shashin" - Mejor Video R&B: AI — "Believe" - Mejor Video Hip-Hop: Kreva — "The Show" - Mejor Video Reggae: Shounan No Kaze — "Junrenka" - Mejor Video Dance: DJ Ozma — "Age Age Every Knight" - Mejor Video de una Película: Ai Otsuka — "Ren’ai Shashin" (Tada, Kimi wo Aishiteru) - Mejor Colaboración: U2 y Green Day — "The Saints are Coming" - buzz ASIA 1. Japón: Yuna Itō — "Precious" 2. Corea: TVXQ — "O-Jung Ban Hop" 3. Taiwán: Mayday — "Born to Love" Premios Especiales - Mejor Dirección: Red Hot Chili Peppers — "Dani California" (Tony K) - Mejores Efectos Especiales en un Video: Apogee — "Ghost Song" (Yusuke Tanaka) - Video con más Estilo: Kumi Kōda                                        |
| MTV Video Music Awards Japan 2008 | MTV Video Music Awards Japan 2009 |
| - Video del Año: Exile — "I Believe" - Álbum del Año: Exile — Exile Love - Mejor Video Masculino: Ne-Yo — "Because of You" - Mejor Video Femenino: Fergie — "Big Girls Don't Cry" - Mejor Video de Grupo: M-Flo Loves Emi Hinouchi y Ryohei y Emyli y Yoshika y Lisa — "Love Comes and Goes" - Mejor Artista Nuevo en un Video: Motohiro Hata — "Uroko" - Mejor Video Rock: Radwimps — "Order Made" - Mejor Video Pop: Avril Lavigne — "Girlfriend" - Mejor Video R&B: Namie Amuro — "Hide & Seek" - Mejor Video Hip-Hop: Rip Slyme — "I.N.G" - Mejor Video Reggae: Shonannokaze — "Suirenka" - Mejor Video Dance: The Chemical Brothers — "Do It Again" - Mejor Video de una Película: Hikaru Utada — "Beautiful World" (Evangelion: 1.0 You Are (Not) Alone) - Mejor Colaboración: Kumi Kōda con Tohoshinki — "Last Angel" - Mejor Canción Karaoke: Exile — "Toki no Kakera" - buzz ASIA 1. Japón: AI — "I'll Remember You" 2. Corea: Cherry Filter — "Feel It" 3. Taiwán: Andy Lau — "One" Premios Especiales - MTV Vanguardia: Mariah Carey - MTV Rock The World: Takeshi Kobayashi & Kazutoshi Sakurai - Premio Red Hot: Infinity 16 | - Video del Año: Exile — "Ti Amo (Chapter2)" - Álbum del Año: Mr.Children — Supermarket Fantasy - Mejor Video Masculino: Kreva — "Akasatanahamayarawawon" - Mejor Video Femenino: Namie Amuro — "New Look" - Mejor Video de Grupo: Exile — "Ti Amo (Chapter2)" - Mejor Artista Nuevo en un Video: Kimaguren — "Life" - Mejor Video Rock: Maximum the Hormone — "Tsume Tsume Tsume" - Mejor Video Pop: Katy Perry — "I Kissed a Girl" - Mejor Video R&B: Namie Amuro — "Sexy Girl" - Mejor Video Hip-Hop: Teriyaki Boyz con Busta Rhymes y Pharrell — "ZOCK ON!" - Mejor Video Reggae: Han-Kun — "Hotter Than Hot" - Mejor Video Dance: Towa Tei con Miho Hatori — "Mind Wall" - Mejor Video de una Película: Remioromen - "Yume no Tsubomi" (Kansen Retto) - Mejor Colaboración: Nelly y Fergie — "Party People" - Mejor Canción Karaoke: Kimaguren — "Life" Premios Especiales - MTV Icono: Beastie Boys - Mejores Coreografías: Exile |

### 2020s
| MTV Video Music Awards Japan 2021 |
| --- |
| - Mejor video de solista japonés: Hoshino Gen - Fushigi - Mejor video de solista occidental: Billie Eilish - Happier Than Ever - Mejor video grupal japonés: Official HIGE DANdism - Cry Baby - Mejor video grupal occidental: BTS - Butter - Mejor video de artista nuevo japonés: Sakurazaka46 - Nagaredama - Mejor video de artista nuevo occidental: Olivia Rodrigo - Drivers License - Mejor video de colaboración japonés: Millennium Parade y Belle - U - Mejor video de colaboración occidental: Coldplay y BTS - My Universe - Mejor video de rock: Ryokuoushoku Shakai - LITMUS - Mejor video alternativo: Zutto Mayonaka - Kuraku Kuroku - Mejor video pop: Milet - Ordinary Days - Mejor video hip hop: SKY-HI - To The First - Mejor video latino: THE RAMPAGE - HEATWAVE - Mejor video dance: JO1 - REAL - Mejor dirección de arte: Hinatazaka46 - Tteka - Mejores efectos visuales: Vaundy - Shiawase - Mejor rodaje: AiNA THE END - Kinmokusei - Mejor coreografía: Daichi Miura - Backwards - Mejor artista: YOASOBI - Mejor canción: Yuuri - Dry Flower - Mejor álbum: Official HIGE DANdism - Editorial - Mejor buzz: NiziU - Canción revolucionaria de MTV: Ado - Usseewa |